# Stefan Heym
Stefan Heym (numele la naștere Helmut Flieg; n. 10 aprilie 1913, Chemnitz, Germania – d. 16 decembrie 2001, Ein Bokek, Districtul de Sud, Israel) a fost un scriitor german de origine evreu.

## Viața și cariera

### Tinerețea în Germania
Helmut Flieg s-a născut la 10 aprilie 1913 în Chemnitz, într-o familie evreiască bine situată material. Tatăl lui ținea mult la o educație de calitate pentru fiul său, ceea ce a contribuit ca adolescentul să devină un familiar al lumii cărților. Încă din liceu, tânărul s-a dovedit a fi un spirit rebel. În 1931 a fost exmatriculat din cauză că a scris un poem antimilitarist întitulat Exportgeschäft („Afacere de export”), în care protesta împotriva trimiterii de ofițeri germani în China pentru a instrui armata lui Ciang Kai-șek. Tânărul și-a terminat studiile secundare la Liceul „Heinrich Schliemann”⁠(d) din Berlin, apoi a început să studieze jurnalismul la Universitatea Humboldt din Berlin. În același timp a început să publice articole, precum și poezii în ziare.
După venirea la putere a naziștior și incendierea Reichstag-ului, în 1933, tatăl lui Helmut Flieg a fost arestat, dar eliberat după câteva săptămâni. Simțindu-se în pericol, tânărul Flieg s-a refugiat în Cehoslovacia, la Praga, unde și-a câștigat existența scriind articole mai ales pentru ziarele în limba germană Prager Tagblatt și Deutsche Zeitung Bohemia⁠(d), precum și unele care au apărut în traducere în ziare în limba cehă. Lucrase deja și lucra sub diverse pseudonime, dintre care s-a impus „Stefan Heym”.

### În Statele Unite ale Americii
Viitorul scriitor a obținut o bursă de la o asociație evreiască americană de sprijin al studenților. A plecat în SUA, unde a studiat literatura germană la Universitatea din Chicago. Între timp învăța și limba engleză, publicând totodată în ziare de limbă germană. Și-a terminat studiile în 1936 cu o lucrare despre poemul satiric "Atta Troll" al lui Heinrich Heine. În timpul studiilor . Între anii 1937 și 1939 a fost redactor-șef la gazeta de limbă germană Deutsches Volksecho din New York, apropiată de Partidul Comunist din SUA. În 1938 a publicat în engleză broșura-pamflet Nazis in U. S. A. (Naziști în SUA). În acea perioadă a fost în relații apropiate cu personalități germane în exil, precum Thomas Mann și Ludwig Renn.
Deutsches Volksecho a dat faliment în 1939, și Heym a trăit din rare publicații în presă și lucrând ca agent comercial pentru o tipografie. Al Doilea Război Mondial a început în același an, apoi, în 1941, și SUA au devenit participante la acesta. În 1942, scriitorul a reușit să se lanseze în viața literară cu romanul Hostages (Ostateci), scris deja în engleză și având drept cadru Praga ocupată, în care acționează rezistența cehă. Romanul a fost imediat un bestseller. Drepturile de ecranizare au fost cumpărate de Paramount Pictures și filmul a fost realizat în 1943. Acestea au făcut ca Heym să nu mai aibă probleme materiale.
În același an, Heym a fost recrutat în armată, unde a primit cetățenia americană. Fiind cunoscător nativ de limba germană, a ajuns la Camp Ritchie, o unitate de instruire în domeniul războiului psihologic. Instruirea includea scrierea de manifeste și activitatea în radiodifuziune. Spre sfârșitul anului s-a căsătorit Gertrude Gelbin, care lucra la compania cinematografică Metro-Goldwyn-Mayer, iar la începutului lui 1944 a ajuns cu armata în Anglia.
Puțin după debarcarea din 6 iunie în Normandia, a ajuns și Heym acolo cu o subunitate numită „compánie mobilă de radiodifuziune”. Până la sfârșitul războiului a interogat prizonieri, a scris manifeste și emisiuni radio, folosindu-se de talentul său de scriitor, a vorbit soldaților germani prin difuzoare pe linia frontului. De multe ori și-a riscat viața îndeplinind aceste misiuni. De la subofițer a fost avansat locotenent și a fost decorat cu medalia Bronze Star⁠(d).
După victoria Aliaților, sarcina subunității lui Heym s-a schimbat. Trebuia să contribuie la educarea populației germane în condițiile noi, printre altele prin dezvăluirea crimelor naziste, pe calea unor publicații. Astfel, Heym a redactat Die Neue Zeitung⁠(d), bazat la München și Ruhr Zeitung⁠(d) din Essen, până când a intrat în conflict cu comandantul său, refuzând să scrie un articol antisovietic. A fost rechemat în SUA și demobilizat.
În următorii trei ani, scriitorul a lucrat la romanul său The Crusaders (Cruciații), apărut în 1948, direct inspirat din experiența lui de război. Succesul romanului a fost răsunător.
Stefan Heym a continuat să fie simpatizant al comunismului și al URSS în împrejurări în care aceasta începea să se confrunte cu Occidentul, ajungându-se curând la Războiul Rece. Heym nu se împăca de multă vreme cu capitalismul în general, și cu nedreptățile sociale, rasismul și viața politică din SUA în special. În 1948 a făcut o călătorie în Europa, inclusiv în Cehoslovacia, și i s-a părut că situația țării se îmbunătățea după ce comuniștii au preluat puterea. A exprimat aceasta în romanul The Eyes of Reason („Ochii rațiunii”), publicat în 1951, care nu a avut succes. În țară, sentimentele anticomuniste câștigau tot mai mult teren, mai ales că în 1949 începuse campania inițiată de senatorul Joseph McCarthy împotriva intelectualilor și artiștilor comuniști sau cu vederi de stânga, iar în 1950 se declanșase Războiul din Coreea.

### Din nou în Germania
În 1951, Heym a obținut o viză de intrare în Republica Democrată Germană (RDG), statul înființat în 1949 în zona de ocupație sovietică de după război. În 1953 s-a hotărât să se stabilească acolo împreună cu soția lui și s-a adresat printr-o scrisoare descrisă președintelui Eisenhower al SUA, în care demisiona din rezerva armatei americane și renunța la decorația pe care o primise în timpul războiului. Motiva aceasta prin dezacordul cu participarea SUA la războiul din Coreea, în care angajaseră criminali de război naziști și foloseau metode imorale.
În RDG, Heym a avut o situație cu aspecte contradictorii. La început era privilegiat ca fost emigrant antifascist. A fost jurnalist independent și a susținut RDG-ul cu articolele sale, precum și cu romanele și nuvele sale realist-socialiste. E drept că în RDG, opoziția față de regim nu era reprimată atât de masiv și cu atâta cruzime ca în URSS. Totuși, stalinismul se manifesta prin absurditățile și rigiditatea sa, iar spiritul liber al lui Heym, în continuare fidel principiilor socialismului, nu le putea accepta, de aceea a început să aibă dezacorduri cu conducerea politică și culturală. Cu ocazia revoltei est-germane din 1953⁠(d) a scris articole în care se opunea răsturnării statului, pe care îl considera necesar, dar critica măsurile care au provocat nemulțumirile populației, exprimând înțelegere pentru acestea.
Între 1954 și 1958, Heym a lucrat la un roman inspirat de evenimentele din iunie 1953, întitulat Der Tag X („Ziua X”). L-a multiplicat într-un număr redus de exemplare și l-a difuzat printre oficiali din cultură și intelectuali. Aceștia fiind cu toții adepți rigizi ai regimului, l-au apreciat negativ, și Heym nu a mai încercat să-l publice. A scris o nouă versiune, cu titlul Fünf Tage im Juni („Cinci zile din iunie”), pe care a vrut s-o publice atât în RDG, cât și în Germania de Vest, statul numit Republica Federală Germania (RFG), dar a fost acceptată numai în vest, unde a apărut în 1974.
În anii 1960, Heim a lucrat la două romane. Die Architekten („Arhitecții”), în care se reflectă condamnarea stalinismului și a crimelor sale, pe lângă fidelitatea față de socialism, nu a fost publicat atunci, ci abia în anul 2000. Împotriva celuilalt, Die Papiere des Andreas Lenz („Documentele lui Andreas Lenz”), regimul nu avea de ce să se opună, pentru că avea drept cadru revoluția de la 1848, și a apărut în 1963.
Situația lui Heym s-a schimbat radical în 1965. La a 11-a plenară a comitetului central al partidului la putere, Erich Honecker, conducătorul de mai târziu al acestuia, l-a atacat puternic, acuzându-l că își popularizează în Vest romanul nepublicat Der Tag X și dă acolo o imagine falsă despre RDG și URSS. Deși nu a fost altfel persecutat, refuzurile de a-i publica scrieri sau amânarea publicării lor, presiunile pentru a opera schimbări în ele au dus practic la interdicția de a publica, ce a durat până în primii ani 1970. A fost afectat și în viața particulară de moartea soției sale în 1969. S-a recăsătorit în 1971.
În 1971, când Honecker a ajuns la conducere, a urmat un dezgheț relativ în politica culturală, după ce într-o cuvântare, persoana numărul unu s-a declarat indirect pentru respingerea concepției dogmatice despre realismul socialist. Deși într-un număr mic de exemplare, cărțile lui Heym au putut apărea din nou în RDG..
Atmosfera a devenit din nou mai apăsătoare în 1976. Un critic acerb al regimului, poetul și cantautorul Wolf Biermann⁠(d), a fost lăsat să facă un turneu în RFG, dar nu a mai fost lăsat să se întoarcă. Aceasta a declanșat proteste printre intelectuali și 12 dintre aceștia, printre care și Heym, au semnat o petiție în favoarea lui Biermann, pe care au făcut-o să ajungă și la presa occidentală.
În anii următori, Heym a mai putut publica numai în Vest. În principiu se putea publica și acolo, dar numai după aprobarea unui organism de cenzură. În 1979, Heym a publicat în Vest romanul Collin, fără să-l supună cenzurii, după care a fost exclus din uniunea scriitorilor și a fost condamnat la plata unei amenzi.
În anii 1980 a avut loc o relativă liberalizare și alți scriitori puteau deja publica opere cu un curaj comparabil cu cel al operelor lui Heym, dar pentru acesta, interdicția de publicare tot mai dura. Totuși, situația i s-a ameliorat în sensul că nu i se mai puneau piedici în a publica și a se manifesta în Occident. Făcea acolo călătorii, participând la diverse evenimente culturale și politice. Fidel în continuare vederilor sale de stânga, știa să se folosească nu numai de presa scrisă, ci și de televiziune pentru a-și exprima vederile politice, dar și unele general umaniste, în favoarea păcii mondiale, pentru interzicerea armamentului nuclear etc..
În acei ani, regimul era supus unei presiuni crescânde, slăbea și făcea concesii. În 1988, scriitorului au început să i se publice din nou operele în RDG. Heym a salutat cu speranță propunerile de reformă ale lui Mihail Gorbaciov, pe care conducerea RDG nu voia să le urmeze, dar în politica culturală a continuat tendința de liberalizare. Una din simptomele acesteia a fost atenția acordată de revista oficială a uniunii scriitorilor zilei de naștere a lui Heym la 75 de ani. Manifestațiile disidenților împotriva regimului luau proporții tot mai mari în 1989. Heym a luat de mai multe ori cuvântul la acestea. Cu aceste ocazii și în articole își exprima acordul cu revendicările pentru libertate și democrație, dar totodată și ideile anticapitaliste, împreună cu ideea păstrării unei Germanii de Est independente și socialiste. Această poziție nu era numai a lui. În noiembrie 1989 a redactat și semnat împreună cu alți 30 de intelectuali apelul Für unser Land (Pentru țara noastră), care o exprima. Ultima din aceste idei a fost respinsă de majoritatea populației, după cum a reieșit din alegerile libere din martie 1990, pierdute de partidele de stânga reorganizate.
Și după reunificarea Germaniei, vederile politice ale lui Heym au rămas socialiste. A criticat modul defavorabil în care era tratat Estul în procesul de integrare. Nu a aderat la niciun partid, dar a candidat la alegerile din 1994 pentru Bundestag ca independent pe lista deschisă a Partidului Socialismului Democratic, urmașul partidului la putere în RDG. A fost ales prin vot direct deputatul unei circumscripții din Berlin și a deschis prima ședință a noului parlament ca decan de vârstă. S-a înfruntat cu acuzații de colaborare cu Stasi în regimul anterior, care s-au dovedit a fi nefondate. A demisionat din parlament în 1995, ca protest împotriva unei propuneri de mărire indemnizației parlamentarilor.
Stefan Heym a murit brusc de o criză cardiacă în 2001, în timpul unei călătorii în Israel, după ce a ținut o conferință despre Heinrich Heine.

## Principalele opere
Stefan Heym are o operă vastă, cuprinzând în principal romane, nuvele și publicistică. În prima parte a carierei sale a scris în germană, apoi, în SUA, după ce a învățat engleza, a scris în această limbă. Întors în Germania, a reînceput să scrie în germană, dar a continuat și în engleză. Unele opere le-a scris mai întâi în engleză și în Germania. O parte din operele sale le-a tradus el însuși în germană sau în engleză, în funcție de care a fost limba primei versiuni.

### Apărute mai întâi în engleză
- Nazis in U. S. A. („Naziști în SUA”), New York, 1938 – pamflet[39]
- Hostages (Ostateci), New York, 1942 – roman
- Of Smiling Peace („Despre o pace zâmbitoare”), Boston, 1944 – roman
- The Crusaders (Cruciații), Boston, 1948 – roman
- The Eyes of Reason („Ochii rațiunii”), Boston, 1951 – roman
- Goldsborough, Leipzig, 1953 – roman
- The Cosmic Age („Era cosmică”), New Delhi, 1959 – reportaj
- Uncertain Friend („Un prieten nesigur”), Londra, 1969 – roman

### Apărute mai întâi în germană
- Die Kannibalen und andere Erzählungen („Canibalii și alte povestiri”), Leipzig, 1953[40]
- Schatten und Licht („Umbre și lumini”) , Leipzig, 1960 – nuvele
- Die Papiere des Andreas Lenz („Documentele lui Andreas Lenz”), Leipzig, 1963 – roman
- Die Schmähschrift oder Königin gegen Defoe („Diatriba sau Regina contra Defoe”), Zürich, 1970 – roman scurt
- Der König David Bericht (Relatare despre regele David), München, 1972 – roman
- Fünf Tage im Juni („Cinci zile din iunie”), Viena, 1974 – roman
- Collin, München, 1979 – roman
- Ahasver, München, 1981 – roman
- Schwarzenberg, München, 1984 – roman
- Nachruf (Autobiografie), München, 1988
- Stalin verlässt den Raum („Stalin iese din încăpere”), Leipzig, 1990 – publicistică politică
- Radek, München, 1995 – roman[41]
- Pargfrieder, München, 1998 – roman[42]
- Die Architekten („Arhitecții”), München, 2000 – roman scris în anii 1960[43]

## Recepția operei
Heym a fost un autor de succes datorită talentului său, dar și controversat, din cauza vederilor sale politice. Primul său roman, Ostateci (1942), a fost imediat un bestseller, răspunzând așteptărilor publicului unei țări angajate în război. Romanul monumental Cruciații (1948) a avut un succes și mai mare, fiind calificat uneori în SUA ca opera cea mai importantă despre al Doilea Război Mondial. Un succes comparabil l-a avut mult mai târziu romanul Relatare despre regele David (1972), prin care condamna totalitarismul sub masca plină de spirit a parodierii stilului biblic.
Criticile negative pe care le-a primit Heym sunt mai mult extraliterare. S-au îndreptat, de exemplu, împotriva articolelor în care lua apărarea socialismului și a RDG.
Heym este considerat unul din cei mai importanți scriitori de limbă germană, având parte și de recunoaștere internațională. Operele sale sunt traduse în circa 30 de limbi, printre care rusa, poloneza, ceha, maghiara, chineza, greaca, tamila. În română i-au fost traduse câteva romane:
- Ostateci, Editura Forum, 1945 (după versiunea în engleză a Hostages)[46];
- Cruciații, Editura Forum, 1949[47];
- Goldsborough, Editura de Stat pentru Literatură și Artă, 1957[48];
- Cazul Glasenapp, Editura pentru Literatură Universală, 1966 (după versiunea în germană a Hostages)[49];
- Relatare despre regele David, Editura Univers, 1978[50].

Datorită succesului lor, unele romane au fost adaptate pentru cinema sau televiziune, înainte de 1990 în afara RDG:
- Hostages (1943) – film de cinema[51];
- Collin (1981) – film de televiziune[52];
- Lenz oder die Freiheit („Lenz sau Libertatea”) (1986) – miniserial TV după romanul Die Papiere des Andreas Lenz („Documentele lui Andreas Lenz”)[53];
- Schwarzenberg (1989) – miniserial TV[54];
- Die Frau des Architekten („Soția arhitectului”) (2004) – film TV după romanul Die Architekten („Arhitecții”)[55].

Pentru activitatea sa, Heym a primit diverse distincții, dintre care cele mai importante sunt:
- 1953 – Premiul „Heinrich Mann”⁠(d) al Academiei de Artă a RDG[56];
- 1959 – Premiul Național al RDG, clasa a II-a[57];
- 1990 – titlul de doctor honoris causa al Universitatea din Berna⁠(d)[58];
- 1991 – titlul de doctor honoris causa în litere al Universității din Cambridge[59];
- 1993 – Premiul Ierusalim⁠(d)[60];
- 2001 – titlul de cetățean de onoare al orașului Chemnitz[61].